# Gallops Island
Gallops Island (auch Gallups Island) ist eine Insel in der Quincy Bay im Boston Harbor. Sie liegt 6,5 mi (10,5 km) vom Bostoner Stadtzentrum entfernt auf dem Gebiet des Bundesstaats Massachusetts der Vereinigten Staaten. Gallops Island verfügt über eine dauerhafte Fläche von ca. 22,5 Acres (0,09 km²), die durch ein Watt je nach Tidenhub temporär um bis zu 28 Acres (0,11 km²) vergrößert wird.
Die Insel ist zurzeit aufgrund von Asbestbelastung nicht für die Öffentlichkeit zugänglich. Sie wird vom Massachusetts Department of Conservation and Recreation (DCR) verwaltet und ist Teil der Boston Harbor Islands National Recreation Area.

## Geographie

### Geologie
Die Insel besteht mehr oder weniger aus einem einzigen großen Drumlin, der an seiner Nordseite 79 ft (24,1 m) aus dem Wasser aufragt. Von dort ist ein guter Blick auf den Schiffskanal „The Narrows“ möglich, den die meisten Schiffe bei der Anfahrt auf Boston wählen. In den frühen 1800er Jahren wurde das östliche Ende des Drumlins abgetragen. Im Norden und Westen der Insel befindet sich eine Ufermauer aus Granitblöcken, im Süden und Osten gibt es Kiesstrände.

### Flora und Fauna
Auf der Insel gedeihen Zierpflanzen, Sträucher sowie Kräuter, die auf die Vergangenheit der Insel hindeuten. So wurden allein 1927 etwa 2.500 Gewächse und in den 1930er Jahren noch einmal eine Vielzahl von Bäumen angepflanzt. Historische Aufnahmen aus den 1940er Jahren zeigen die mit Bäumen gesäumte „Main Street“, die sich über die gesamte Länge der Insel zog. Auch heute noch sind die Wege zu sehen, in deren Nähe Liguster, Obst- und Schattenbäume sowie Koniferen stehen. Ferner wachsen Flieder, Pfeifensträucher, Schneebeeren und Forsythien auf der Insel. Die Kulturpflanzen stehen im direkten Wettbewerb zu auf natürliche Weise angesiedeltem Rhus, Pappeln, Giftefeu und Myrica.
Auf Gallops Island gibt es eine Überpopulation an Kaninchen, darüber hinaus ist die Tierwelt der Insel noch Gegenstand wissenschaftlicher Untersuchungen.

## Geschichte
Die Insel wurde bereits von den Indianern genutzt. Aufgrund ihrer Lage im Zentrum des Hafenbeckens diente Gallops Island als einer der ersten Stützpunkte für Hafenlotsen. Einer von ihnen war John Gallop, nach dem die Insel bis heute benannt ist. Später wurden auf der Insel ein Restaurant und Gasthaus, ein Militärstützpunkt, eine Schule für Funktechnik sowie eine Quarantänestation errichtet. Während des Sezessionskriegs lebten dort mehr als 3.000 Soldaten der Nordstaaten, während im Zweiten Weltkrieg 325 Soldaten die dortige Schule für Funktechnik besuchten und weitere 150 Bäcker und Köche ihr Handwerk in einer Kochschule lernten.

## Sehenswürdigkeiten

### Gebäude
- Hafenpavillon
- Grundmauer aus Granit (ca. 1860)
- Betonpfeiler der Kantine der Funkschule
- Grundpfeiler der Offiziersmesse
- Grundmauern der Kaserne
- Grundmauern des Arzthauses
- Grundmauern der Apotheke
- Ruinen der Verbrennungsanlage
- Komposttoilette

### Weitere Bauwerke
- Pier
- Navigationsboje bei Peggy’s Point
- Grenzmarkierung der Vereinigten Staaten von Amerika
- Steinwall um den Paradeplatz und Stufen zum höchsten Punkt der Insel
- Uferbefestigung aus Granitblöcken und Anlegesteg
- Sitzbänke
- Picknickplätze
- Schautafeln mit Erläuterungen